# Талис, Давид Львович
Талис Давид Львович (30 марта 1927 — 22 апреля 1986, Москва), советский историк, сотрудник Херсонесского музея, заведующий отделом археологии ГИМ, автор многочисленных работ по средневековой истории Юго-западного Крыма.

## Исследования
В 1960-х годах Д. Л. Талис руководил археологической экспедицией на городище Бакла, в 1970-е проводил раскопки крепости Сюйрень и Тепе-Кермена, автор работ по раннесредневековой истории Херсона. По мнению известного историка С. Б. Сорочана именно Талис предложил в начале 1960-х годов применяемую и сейчас переодизацию истории Херсонеса первого тысячелетия нашей эры. Д. Л. Талис предполагал, что на Днепровскую Русь византийскими писателями было перенесено название народа «росов», обитавшего в Крыму в VIII—IX веках. Исходя из упоминания в уставе императора Льва Философа «О чине митрополичьих церквей, подлежащих патриарху Константинопольскому» архиепископий Росии и Таматархи и присутствии на соборе 1067 года архиепископов Росии, Д. Л. Талис предлагал отождествить Росию с Керчью: на соборе 1066 года присутствовали архиепископы Готии и Боспора, а на соборе 1067 года — архиепископы Русии и Готии, что, по мнению Талиса, означает то, что архиепископ Русии и есть архиепископ Боспора.
Скончался в Москве и похоронен на Востряковском кладбище